# Oneil Samuels
Pour les articles homonymes, voir Samuels.
Oneil Samuels, né le 12 mars 1983, est un coureur cycliste jamaïcain. Multiple champion national, il a également remporté une médaillé d'or aux Jeux d'Amérique centrale et des Caraïbes de 2006 dans le scratch.

## Palmarès sur route

### Par année
- 2007
  - Tour de Jamaïque :
    - Classement général
    - 2e, 3e et 4e étapes

  - 3e du championnat de Jamaïque sur route
- 2009
  - 3e du championnat de Jamaïque sur route
- 2010
  -  Champion de Jamaïque sur route
  -  Champion de Jamaïque du contre-la-montre
- 2014
  -  Champion de Jamaïque sur route
- 2015
  -  Champion de Jamaïque sur route

### Classements mondiaux
| Année            | 2014 |
| ---------------- | ---- |
| UCI America Tour | 69e  |

## Palmarès sur piste

### Jeux d'Amérique centrale et des Caraïbe
- Carthagène des Indes 2006
  -  Médaillé d'or du scratch